# رود فراولي
رود فراولي (بالإنجليزية: Rod Frawley)‏ مواليد 8 سبتمبر 1952 في بريزبان، هو لاعب كرة مضرب أسترالي سابق وكان يلعب باليد اليمنى. أعلى تصنيف له في الفردي كان المركز الـ 43 في سنة 1980. وصل فراولي إلى الدور نصف النهائي من بطولة ويمبلدون في عام 1981 ، قبل أن يخسر أمام البطل في نهاية المطاف جون ماكنرو.

## روابط خارجية
- رود فراولي على موقع رابطة محترفي التنس (الإنجليزية)
- رود فراولي على موقع الاتحاد الدولي لكرة المضرب (الإنجليزية)
- رود فراولي على موقع كأس ديفيز (الإنجليزية)
- رود فراولي على موقع خلاصة التنس.كوم (الإنجليزية)